# Kóborlók
A Kóborlók (eredeti cím: The Strays) 2023-ban bemutatott brit horrorfilm, amelyet Nathaniel Martello-White írt és rendezett. A főbb szerepekben Ashley Madekwe, Bukky Bakray, Jorden Myrie, Samuel Small, Maria Almeida és Justin Salinger látható.
Amerikában és Magyarországon 2023. február 22-én a Netflixen mutatták be.

## Cselekmény
Cheryl, egy kétrasszos lány, Angliában él egy meg nem nevezett helyen. A diszkrimináció és az anyagi nehézségek miatti aggodalmát fejezi ki a nővérének telefonon. Ezt követő visszautasítja házastársa telefonhívásait, és üzenetet hagy a hűtőszekrényen arról, hogy fodrászhoz megy.
Néhány évvel később megismerkedünk Neve-vel, egy világos bőrű, biszexuális nővel, aki egy fehér férfihoz, Ianhoz ment feleségül, és két biszexuális gyermeket, Sebastiant és Maryt neveli. A nő megvet mindent, ami a "feketeséggel" kapcsolatos. Neve a gyerekei iskolájában dolgozik igazgatóhelyettesként, és azt tervezi, hogy adománygyűjtő gálát rendez otthonában. Gyakran látomásai vannak fekete emberekről, és ez megzavarja. Az adománygyűjtő gálán Neve szembekerül két fekete személlyel, akiket idegeneknek hisz; anyjuknak szólítják.
Visszatekintve az öt nappal korábbi időszakra, ahol "Carl és Dione" áll a történet középpontjában, a két fekete ember, akikkel Neve találkozott. Ők ketten egy ismeretlen küldetésen vannak, amelynek során egy szállodában szállnak meg, Carl felveszi a "Marvin" nevet, és az iskola gondnokaként kap munkát, Dione pedig felveszi az "Abigail" nevet, és asszisztensként dolgozik Ian irodájában. Összebarátkoznak Neve gyerekeivel, Dione meghívja Maryt a szállodai szobába, ahol iszogatnak és buliznak, Carl pedig meghívja Sebastiant, hogy a kosárlabda meccs után rágyújtson. Ezután Carl meggyőzi Sebastiant, hogy brutálisan támadja meg az iskola zsarnokát.
A jelenben kiderül, hogy Carl és Dione valóban az ő gyermekei. Egy étkezdében találkozik velük, és fejenként tízezer fontot ad nekik, hogy segítsen nekik talpra állni, amikor visszatérnek Londonba. Carl és Dione azonban betörnek Neve házába. Carl elveszi mindenkinek a telefonját, és bedobja a mosogatóba, ahol bekapcsolja a vizet, ami elkezdi elárasztani a nappalit. Carl és Dione azt állítják, hogy Dione születésnapja van, és családként kellene ünnepelniük, és arra kényszerítik a családot, hogy rendeljenek Uber Eats-t.
Carl szembesíti Neve-et, amiért megpróbálta kifizetni őket, amiről a család többi tagja nem tudott. Ennek hatására Ian válással fenyegetőzik, azonban Dione közbelép, és társasjátékot javasol. Neve, aki láthatóan feldúlt, elhányja magát. Ezután mintha új, vidám személyiséget öltene magára, és a társaság Scrabble-t kezd játszani. Carl bosszús lesz, és feladja a játékot, majd követeli, hogy Ian kísérje el a családi tornaterembe. Ott Carl arra kényszeríti Iant, hogy egyre nehezebb súlyokat emelgessen, amíg Ian képtelen megtartani őket, és a súly ráesik, ami a látszólagos halálát okozza.
Eközben, miután az Uber Eats sofőrje megérkezik, Neve azt mondja a csoportnak, hogy borravalót ad a sofőrnek, és mindjárt visszajön; nem tér vissza. A sofőr motorja beindul és elhajt, ami arra utal, hogy Neve vele együtt távozott. Mary és Sebastian az elárasztott nappaliban maradnak Dione és Carl társaságában.

## Szereplők
| Szerep        | Színész           | Magyar hang         |
| ------------- | ----------------- | ------------------- |
| Neve / Cheryl | Ashley Madekwe    | Nemes Takách Kata   |
| Abigail       | Bukky Bakray      | Berkes Boglárka     |
| Marvin        | Jorden Myrie      | Gacsal Ádám         |
| Sebastian     | Samuel Small      | Tóth Márk           |
| Mary          | Maria Almeida     | Engel-Iván Lili     |
| Ian           | Justin Salinger   | Sztarenki Pál       |
| Amanda        | Lucy Liemann      | Németh Kriszta      |
| Barry         | Tom Andrews       | Zöld Csaba          |
| Robert        | Rob Jarvis        | Németh Gábor        |
| Kenneth       | Michael Warburton | Papucsek Vilmos     |
| Elle          | Vanessa Bailey    | Csizmadia Gabriella |
| Betty         | Joanna Brookes    | Rátonyi Hajni       |

### Magyar változat
- Magyar szöveg: Lai Gábor
- Hangmérnök és vágó: Szabó Miklós
- Gyártásvezető: Boskó Andrea
- Szinkronrendező: Járai Kíra
- Produkciós vezető: Balázs Barbara Orsolya

A szinkront a Dub 4 Studio készítette el.

## Forgatás
A forgatás 2021 szeptembere és novembere között zajlott Londonban, Suffolkban és Berkshire-ben.